# Angel Face (cocktail)
L'Angel Face est un cocktail à base de gin, de calvados et de liqueur d'abricot. Il se prépare au verre à mélange. Sa garniture est un quartier de pomme.
Il est attesté dans The Savoy Cocktail Book de Harry Craddock, 1930.
Ce cocktail est inscrit dans la liste de l'International Bartenders Association (Association internationale des barmen).